# John Eisele
John Eisele (John Lincoln Eisele; * 18. Januar 1884 in Newark, New Jersey; † 30. März 1933) war ein US-amerikanischer Langstreckenläufer.
Beim Drei-Meilen-Mannschaftsrennen der Olympischen Spiele 1908 in London kam er als Vierter ins Ziel. Er war damit der bestplatzierte Läufer des US-Teams, das Silber errang. Im Hindernislauf über 3200 m gewann er Silber hinter den beiden Briten Arthur Russell und Archie Robertson.
1908 wurde er US-Meister im Straßenlauf über zehn Meilen.